# 蒙娜麗莎 (普拉多)
《普拉多蒙娜麗莎》（Prado Mona Lisa）是達文西學派的畫作，畫中所描繪的人物和達文西版《蒙娜麗莎》的畫中人是同一人。這幅畫自1819年以來便一直被收藏在西班牙的普拉多博物館。它在很長的一段時間裡被看作是一個相對來說重要性不高的複製品。然而在2012年對畫作進行了復原之後，普拉多版蒙娜麗莎被認為是由達文西學派創作的最早的蒙娜麗莎複製品。
儘管從16到17世紀留存下為數眾多的蒙娜麗莎複製品，但是普拉多版蒙娜麗莎有可能是達文西的其中一名學徒在達文西本人創作蒙娜麗莎的同一時間裡所繪的，因此它被稱作是最有歷史價值的蒙娜麗莎複製品。在達文西的眾學生之中，沙萊和弗朗西斯科·梅爾茲被認為最有可能是普拉多版蒙娜麗莎的作者，也有觀點認為可能是由達文西的一位西班牙學徒所作。

## 背景
普拉多版蒙娜麗莎的根源可以被追溯到達文西的原版作品，關於它的記載最早出現在1666年馬德里王家城堡的一份物品名冊內，它在該名冊中被稱之為「出自李奧納多之手的女性」。然而這幅作品何時成為西班牙皇室收藏品仍不明確，可能在17世紀初它就已經在西班牙了。自從普拉多博物館於1819年建立以來，這幅畫作就成為它的永久收藏的一部分，並通常在館內展出。

## 復原

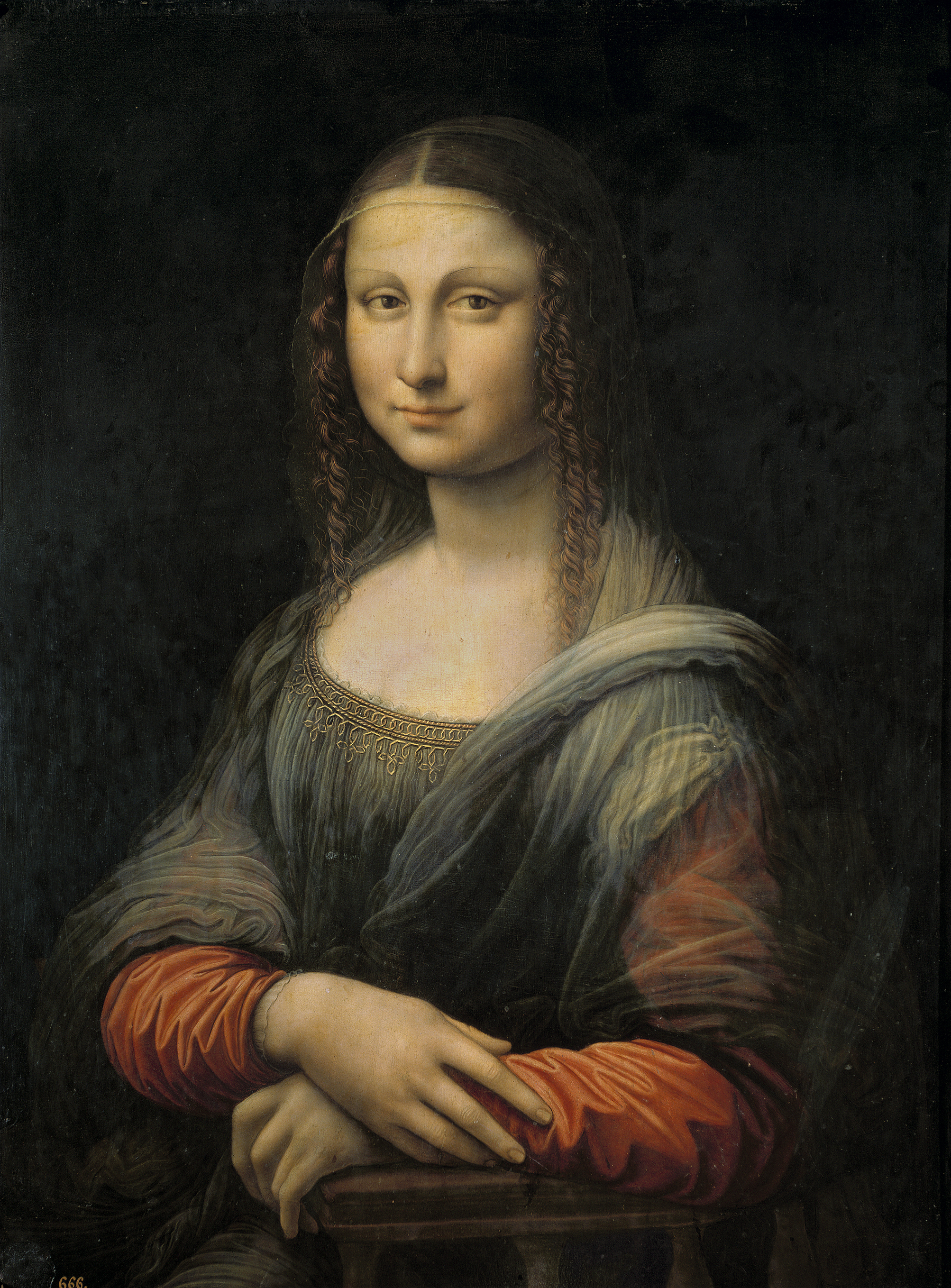
復原以前的普拉多蒙娜麗莎，只有黑色背景。

在復原工作進行之前，這幅畫被歸為16世紀第一季度的匿名複製品，展出時它一般掛在義大利藝術家（例如拉斐尔或安德烈亞·德爾·薩爾托）的畫作一旁。該作品另外還存在石版印刷版本，這對於匿名複製品來說是不同尋常的。在畫作復原以前是無法看到背景圖案的，經過了普拉多博物館在2010年到2012年的復原工作之後，背景的景觀就完全恢復原貌了，復原工作的開展是因為應羅浮宮的請求在它於2012年3月29日至6月25日舉辦的題為「聖安妮：李奧納多·達文西最後的傑作」的臨時展覽中加入來自普拉多博物館的展品。從油漆的氧化反應顯示原來的黑色背景是在畫作面世200年之後塗上去的，也就是說不早於1750年。在進行復原工作的過程當中，通過紅外線攝影技術的觀察，其結果顯示從時間上來看，普拉多版蒙娜麗莎和羅浮宮版蒙娜麗莎的作畫有可能是同時進行的，這一發現的「關鍵」在於從內層圖畫的輪廓和對線條的修改來看，兩版蒙娜麗莎大致相同，而作畫風格則不一樣。

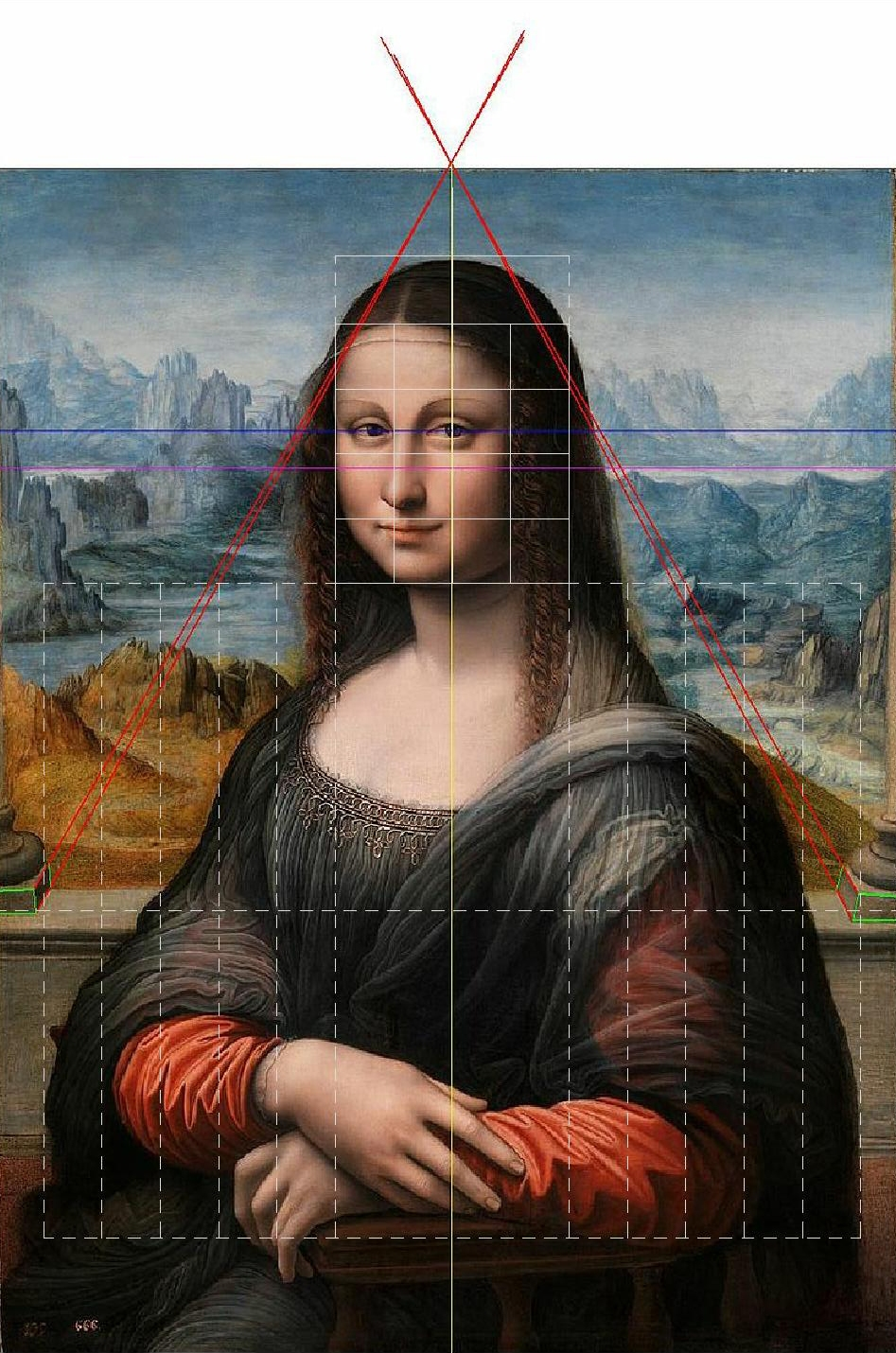
普拉多蒙娜麗莎運用了單點透視法

普拉多版蒙娜麗莎的作畫地點被認為是在達文西工坊裡，作者則估計是達文西的一位學徒，這一觀點的依據是從觀察的角度發現普拉多蒙娜麗莎在運用透視法方面和羅浮宮版蒙娜麗莎存在著細微的差異。據推測兩幅蒙娜麗莎畫像的組合有可能構成了世界上最早的三維圖像，如果用左眼觀看普拉多版蒙娜麗莎的同時用右眼觀看羅浮宮版蒙娜麗莎可能會令人產生立體的感觀。這種猜想是合理的，因為達文西曾經在他的《繪畫論》中談及立體感的基本原理。然而近期有報告指出這兩幅畫並未展現出可信賴的立體深度。
- 羅浮宮版蒙娜麗莎眼部細節
- 普拉多版蒙娜麗莎眼部細節

## 作者
在作品被復原以前，因為它的黑色背景的緣故，普拉多版蒙娜麗莎有時會被當作是一名佛拉芒畫家的作品。另外還有一個原因就是長期以來作品的木製框架被假定為橡木。但是在2010年的復原過程中，研究人員意識到畫框的原材料是胡桃木，這是一種被常常用於達文西作品（例如《抱銀貂的女子》、《美麗的費隆妮葉夫人》和《施洗者圣约翰》）中的昂貴木材。
在畫作經過了復原之後，這幅作品的作者被認為可能是達文西的學生弗朗西斯科·梅爾茲或沙萊。其他一些觀點則不贊成上述假設，他們覺得作者或許是達文西的其中一位西班牙學徒（比如費爾南多·阿爾梅迪納或赫爾南多·洛斯亞諾斯）。該作品並不是一件普通的工坊複製品，因為作者在整個繪圖的過程中都非常地認真仔細，而且運用了諸如青金岩或瓷漆等原料。